# Markovac (Vršac)
Pour les articles homonymes, voir Markovac.

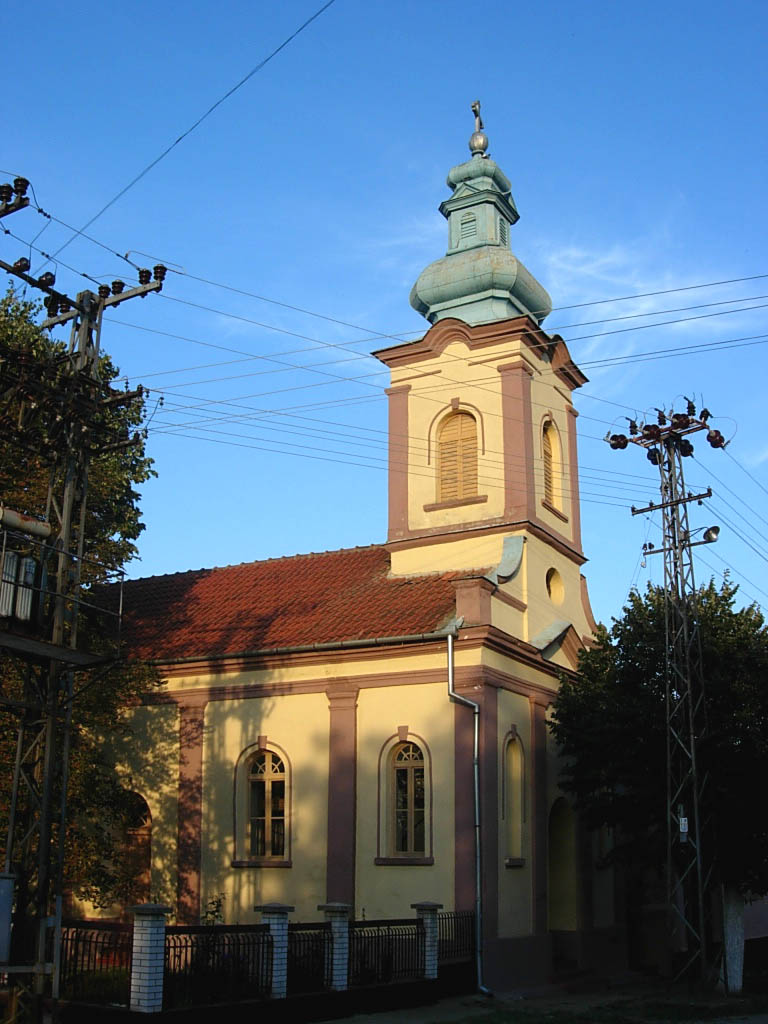
L'église catholique grecque de Markovac

Markovac (en serbe cyrillique : Марковац ; en roumain : Marcovăț ; en hongrois : Márktelke) est un village de Serbie situé dans la province autonome de Voïvodine. Il fait partie de la municipalité de Vršac dans le district du Banat méridional. Au recensement de 2011, il comptait 249 habitants.

## Démographie

### Évolution historique de la population
| 1948  | 1953  | 1961  | 1971 | 1981 | 1991 | 2002 | 2011 |
| ----- | ----- | ----- | ---- | ---- | ---- | ---- | ---- |
| 1 125 | 1 129 | 1 042 | 817  | 717  | 570  | 329  | 249  |

|  |